# Perdita flavicornis
Perdita flavicornis är en biart som beskrevs av Timberlake 1980. Perdita flavicornis ingår i släktet Perdita och familjen grävbin. Inga underarter finns listade i Catalogue of Life.